# Quintanilla Vivar
Quintanilla Vivar est une commune d'Espagne dans la communauté autonome de Castille-et-León, province de Burgos. Elle s'étend sur 13,38 km2 et comptait environ 759 habitants en 2011. Elle se trouve à 9 km au nord de Burgos.
Elle se compose de deux localités, Quintanilla Vivar (anciennement Quintanilla Morocisla) et Vivar del Cid, le village natal du Cid Campeador au XIe siècle.